# Moraleda de Zafayona
Moraleda de Zafayona ist eine Gemeinde in der Provinz Granada im Südosten Spaniens mit 3.127 Einwohnern (Stand: 2024). Die Gemeinde liegt in der Comarca Loja. 

## Geografie
Algarinejo liegt im Nordwesten der Provinz Granada, in der Region Loja. Die Gemeinde grenzt an Alhama de Granada, Cacín, Chimeneas, Huétor Tájar, Íllora, Pinos Puente, Salar und Villanueva Mesía. Das Klima ist mediterran mit kontinentalen Zügen.

## Geschichte
Der Ort ist historisch eng mit der Stadt Loja verbunden, zu der sie lange gehörte.